# همسر فضانورد
همسر فضانورد (به انگلیسی: The Astronaut's Wife) فیلمی علمی-تخیلی/هیجانی محصول سال ۱۹۹۹ کشور آمریکاست. رند راویچ نویسنده و کارگردان فیلم است و جانی دپ و شارلیز ترون در این فیلم حضور دارند.

## خلاصه داستان
اسپنسر (دپ)، یک فضانورد است که در یک مأموریت فضایی دچار مشکل می‌شود و در حالیکه به نظر می‌رسد که وی کشته شده‌است، زنده به زمین برمی‌گردد. در این بین و بعد از گذشت چند روز، همسر وی (ترون) متوجه تغییر رفتاری وی می‌شود و…

## بازیگران
- جانی دپ (در نقش اسپنسر آرماکوست)
- شارلیز ترون (در نقش جیلیان آرماکوست)
- کلیا دووال